# NGC 7500
NGC 7500 é uma galáxia lenticular (S0) localizada na direcção da constelação de Pegasus. Possui uma declinação de +11° 00' 46" e uma ascensão recta de 23 horas, 10 minutos e 29,7 segundos.
A galáxia NGC 7500 foi descoberta em 8 de Agosto de 1886 por Lewis A. Swift.